# Кахана, Калман
Калман Кахана (ивр. קלמן כהנא‎‎; 31 мая 1910, Броды, Галиция, Австро-Венгрия — 20 августа 1991, Иерусалим, Израиль) — израильский раввин, политик и журналист. В 1948 году Кахана стал одним из подписавших Декларацию независимости Израиля, родной брат председателя Верховного суда Израиля Ицхака Кахана.

## Биография
Калман Кахана родился 31 мая 1910 года в местечке Броды в Галиции (тогда Австро-Венгрия, ныне Украина). Кахана получил традиционное еврейское образование, и окончил еврейскую гимназию. Также он учился в университетах Берлина и Вюрцбурга, где изучал философию, семитские языки, историю и педагогику, в конечном итоге он получил докторскую степень в области философии.
Калман Кахана репатриировался в подмандатную Палестину в 1938 году и поселился в кибуце Хафец Хаим. После репатриации он стал редактором газеты Шаарим.

## Политическая карьера
Вскоре после приезда в Эрец-Исраэль Кахана начал заниматься политической деятельностью, Кахана стал членом исполнительного комитета Поалей Агудат Исраэль.
В 1948 году, Калман Кахана стал одним из подписавших Декларацию независимости Израиля, будучи членом Поаалей Агудат Исраэль он вошёл во Временный государственный совет Израиля.
Кахана был избран в Кнессет 1-го созыва от фракции Объединённый религиозный фронт, куда входили различные религиозные партии, такие как Агудат Исраэль, Поалей Агудат Исраэль, Мизрахи и Ха-поэль ха-мизрахии.
На выборах в кнессет в 1951 году партия Каханы, Поалей Агудат Исраэль выступала отдельно от других религиозных партий, и ей удалось получить лишь два места в парламенте. Кахана возглавлял фракцию в кнессете. После того как Агудат Исраэль присоединялась к коалиционному правительству Бен-Гуриона, он занял пост заместителя министра образования и культуры Израиля. В четвёртом, пятом и шестом правительствах Израиля Кахана сохранил должность заместителя министра образования и культуры.
Перед выборами в 1955 году партии Агудат Исраэль и Поалей Агудат Исраэль объединились образовав партию Религиозный фронт Торы, от которой Кахана был избран в кнессет. Партии вместе провели также и следующие выборы в кнессет, но в 1959 году в объединённой партии произошёл раскол и каждая из них, на выборах вступала отдельно.
Поалей Агудат Исраэль независимо от других партий участвовала на выборах в 1961, 1965 и 1969 году, в это время Кахана оставался во главе партий. Также он сохранял пост заместителя министра образования и культуры.
Религиозный фронт Торы был воссоздан заново в 1973 году, Калман Кахана снова прошёл в кнессет, однако во время сессии партия снова распалась. На выборах 1977 года Поалей Агудат Исраэль получила всего один мандат, который достался Кахане.
В 1981 году партии не удалось преодолеть избирательный порог и Кахана потерял своё место в кнессете. Он заявил о своём уходе из политики, и умер 10 лет спустя, 20 августа 1991 года.